# Централноевропейска инициатива
Централноевропейската инициатива (съкратено ЦЕИ, на английски: Central European Initiative, CEI) е международна организация в Европа.
Създадена е в Будапеща през 1989 г. Нейната централа се намира в Триест. Включва 18 страни-членки с територия от 2,4 млн. кв. км и население от почти 250 млн. души.
ЦЕИ е първият регионален форум върху политическата карта на Централна, Източна и Югоизточна Европа, има най-дългата история и най-голямата територия сред всички регионални организации, процеси и инициативи.

## История
За начало на ЦЕИ се счита подписаният на 11 ноември 1989 г. в Будапеща (само 2 дни след падането на Берлинската стена) договор между Австрия, Италия, Унгария и Югославия, създаващ платформа за взаимно сътрудничество в областта на политиката, икономиката, науката и културата, т. нар. Квадрагонале (Quadragonale). През май 1990 г. се присъединява Чехословакия – организацията става Пентагонале (Pentagonale), а през 1991 г. и Полша – вече Хексагонале (Hexagonale).
През 1992 г. организацията се преименува в Централноевропейска инициатива (ЦЕИ). В този период се създава Доверителният фонд на ЦЕИ към ЕБВР и Секретариатът за проекти в Лондон.
След обявяването на независимостта на Черна гора тя става член на ЦЕИ от 1 август 2006 г., с което общият брой на държавите членки на ЦЕИ достига 18 страни.

## Основни цели
Приоритетните цели на Централно-европейската инициатива са развитието на сътрудничеството между страните от Централна, Югоизточна и Източна Европа; подпомагането на европейската интеграция и подготовката на страните-членки за присъединяване към ЕС. ЦЕИ насърчава и подкрепя преходните процеси в страните-членки чрез развитието на регионалното сътрудничество на гъвкава и прагматична основа по въпроси от взаимен интерес. Създава атмосфера на взаимно разбирателство, в която могат да бъдат обсъждани, планирани, изучавани, финансирани и осъществявани национални проекти и многостранни програми, които се приемат с консенсус.
Цели:
- развитие на приграничното сътрудничество;
- развитие на малкия и средния бизнес;
- развитие на транспортната инфраструктора;
- подготовка на страните за членство в Европейския съюз.

Чрез Италия и Австрия колективните проекти получават частично финансиране от секторните, предприсъединителните и други фондове на ЕС.

## Членове
Основатели
- Австрия (1989 – 2018 г.)[1]
- Унгария (от 1989 г.)
- Италия (от 1989 г.)
- СФР Югославия (1989 – 1992 г.)

Присъединили се по-късно
- Полша (от 1991 г.)
- Босна и Херцеговина (от 1992 г.)
- Словения от 1992 г.
- Хърватия от 1992 г.
- Чехия от 1993 г.
- Северна Македония от 1993 г.
- Словакия от 1993 г.
- Албания от 1996 г.
- Беларус от 1996 г.
- България от 1996 г.
- Румъния от 1996 г.
- Украйна от 1996 г.
- Молдова от 1996 г.
- Сърбия от 2000 г.
- Черна гора от 2006 г.

Всяка година по ротационен ред страните-членки поемат председателството на ЦЕИ за 1 календарна година.

## Структурни органи
ЦЕИ изпълнява своята дейност чрез отделни структурни органи.
Правителствено измерение, включващо: годишна среща на правителствените ръководители, годишна среща на министрите на външните работи, срещи на министрите на икономиката и на други отрасли (по предложение на председателството на ЦЕИ през съответната година), икономически форум на високо ниво, младежки форум; периодични срещи на Комитета на националните координатори на ЦЕИ, различни конференции и семинари.
Парламентарно измерение, провеждащо традиционно 2-годишни срещи – на Парламентарния комитет и на Парламентарната асамблея.
Бизнес измерение, което провежда конференция на Централноевропейските търговско-промишлени палати и подпомага Икономическия форум на ЦЕИ.
Ръководен орган на ЦЕИ е годишната среща на правителствените ръководители на страните-членки на ЦЕИ.
Веднъж годишно, обикновено през май, се провежда и среща на министрите на външните работи, на която се вземат решения по организационни въпроси на сътрудничеството в рамките на ЦЕИ. В съответствие с решенията по репозиционирането всяко председателство може да реши срещата на министрите на външните работи да се проведе непосредствено преди срещата на правителствените ръководители.
Дейността на ЦЕИ на експертно равнище се координира от Комитета на националните координатори – старши служители в съответните министерства на външните работи, които се срещат периодично. КНК отговаря за ръководството на конкретното експертно сътрудничество, взема решения относно осъществяването на съответните програми и проекти и подготвя документите, които се приемат на срещите на министрите на външните работи и на правителствените ръководители.
През 2003 г., с решение на Срещата на високо равнище във Варшава, е създадена Университетската мрежа на ЦЕИ. Всяка страна-членка има координиращо висше училище, което е член на Изпълнителния съвет на Университетската мрежа на ЦЕИ.
Дейността на структурите се подпомага от Изпълнителния секретариат (ИС). Той е създаден през 1996 г. в Триест, Италия, като Център за информация и документация на ЦЕИ. От ноември 1997 г., по предложение на Италия, той е преименуван в Изпълнителен секретариат на ЦЕИ, с което е направена стъпка към институционализиране на Инициативата. Дейността на Секреотариата се финансира от правителството на Италия, а разходите за генералния секретар и неговите заместници се поемат от изпращащата ги страна В Генерален секретар към настоящия момент е посланик Giovanni Caracciolo di Vietri .
Секретариатът за проекти на ЦЕИ е със седалище в Лондон. Създаден е през 1991 г., за да управлява Доверителния фонд към ЕБВР, съставен изцяло от вноска на италианското правителство. Ръководител на Секретариата по проекти към настоящия момент е Guido Paolucci
Централно-европейската инициатива на търговските камари обединява националните федерации на търговските и индустриални камари на страните-членки на ЦЕИ и е основният механизъм на икономическото измерение на ЦЕИ.
В съответствие с решенията по репозициониране на ЦЕИ, от началото на 2008 г. дотогавашните работни групи на Инициативата се преобразуват в координационни звена, съставляващи мрежа от експерти от страните-членки. Координационните звена са натоварени със задачата да участват не само в оценяването на проекти, кандидатстващи за съфинансиране от ЦЕИ, но и в реализирането на проектите, както и в предоставянето на съвети (под ръководството на ИС на ЦЕИ) по въпроси от стратегическа важност в съответната област, предлагане на експерти за включване в групите за реализиране на проекти и (когато е подходящо) директно участие в тях, както и предлагане на специфични проекти и дейности. Същевременно се предвижда запазване на възможността за създаване на временни работни групи в случай на необходимост.

## Сътрудничество
Европейски съюз
Сред историческите моменти в развитието на ЦЕИ е приемането през май 2004 г. на нови страни-членки в ЕС, с което броят на страните-членки на ЦЕИ, които са членове и на ЕС, се увеличава от 2 на 7, а от 1 януари 2007 г., след приемането на България и Румъния, техният брой става 9. Инициативата включва страни-членки на ЕС, страни от ЮИЕ в процес на преговори за членство в ЕС, както и страни от Източна Европа, които нямат статут на кандидатки за членство в ЕС, а са включени в Източното партньорство.
Други организации
Има статут на наблюдател в Общото събрание на ООН, гласуван единодушно на 9 декември 2011 г. с резолюция 66/111, което представлява световно признание на дейността на ЦЕИ.
Работи в тясно сътрудничество с няколко международни организации:
- специализирани звена на ООН в икономически и научно-технически области:
  - Икономическа комисия за Европа (UNECE)
  - Програма за околната среда (UNEP)
  - Световна туристическа организация (UNWTO Архив на оригинала от 2014-01-13 в Wayback Machine.)
  - Организация по прехрана и земеделие (ФАО)
  - Организация за индустриално развитие (UNIDO)
  - Организация за образование, наука и култура (ЮНЕСКО)
- Организация за икономическо сътрудничество и развитие (OECD)

Има отлично двустранно сътрудничество със следните регионални организации:
- Организация за сигурност и сътрудничество в Европа (ОССЕ)
- Европейска банка за възстановяване и развитие (ЕБВР)
- Съвет на Европа СЕ
- Адриатическа и йонийска инициатива (АИИ)
- Организация за черноморско икономическо сътрудничество (ЧИС)
- Съвет на балтийските държави (CBSS)
- Съвет за регионално сътрудничество (RCC)